# Phillip Danault
Phillip Danault (Victoriaville, Quebec, 24 de febrero de 1993) es un jugador profesional canadiense de hockey sobre hielo que se desempeña en la posición de centro en Los Angeles Kings, equipo de la National Hockey League (NHL).

## Carrera
Fue seleccionado en la primera ronda en la NHL Entry Draft de 2011. En 2014 hizo su debut profesional con el equipo Chicago Blackhawks, en el cual jugó dos temporadas (2014-2015), después pasó a Montreal Canadiens (2015-2021), luego a Los Angeles Kings, donde lleva jugando tres temporadas.